# Paso de los Libres
Paso de los Libres è una città dell'Argentina della provincia di Corrientes, capoluogo del dipartimento omonimo. La città, fondata il 12 settembre 1843 si trova al confine con il Brasile sulla riva occidentale del rio Uruguay di fronte alla città brasiliana di Uruguaiana che si trova dalla parte opposta della riva e alla quale è collegata dal Ponte Internazionale Agustín P. Justo - Getúlio Vargas, costruito tra il 1942 e il 1945 ed inaugurato nel 1947.
A Paso de los Libres è nato il 28 ottobre 1908 Arturo Frondizi, avvocato e uomo político argentino che è stato Presidente dell'Argentina dal 1 maggio 1958 al 29 marzo 1962.

## Popolazione
La popolazione dell'intero municipio nel 2010 era di con 43 805 abitanti, mentre la popolazione della città era di 43 251 abitanti, con un incremento del 6,8% rispetto ai 40 494 abitanti del 2001.
Grafico dell'evoluzione demografica di Paso de los Libres tra il 1991 e il 2010